# بودااورش
بودااورش (به مجاری: Budaörs) در پِشت در کشور مجارستان واقع شده‌است. جمعیت این شهر ۲۷٫۰۰۴ نفر است.